# Танеда Сантока
Тане́да Санто́ка (яп. 種田山頭火; нар. 3 грудня 1882 — пом. 11 жовтня 1940) — псевдонім японського поета хайку. Відомий за свій «вільний стиль» у поезії хайку. Його справжнє ім'я було Танеда Сеїті (種田正一).

## Життя
Танеда Сантока народився 3 грудня 1882 року у селі на північному сході Хонсю, одного з головних островів Японії, у багатій сім'ї землевласника. Коли йому було десять років, його мати наклала на себе руки, кинувшись у сімейний колодязь. Хоча точна причина цього драматичного вчинку невідома, згідно з щоденниками Сантоки його мати більше не могла виносити розпусти й невірності його батька. Після її смерті вихованням Танеди займалася його бабуся.
У 1902 році Сеїті поступив в Університет Васеда у Токіо на літературний факультет. В цей час він почав пити так багато, що у 1904 році, на початку російсько-японської війни, Сеїті кинув Університет. Офіційною причиною був «нервовий розлад», але це, мабуть, був евфемізм частого і непробудного пияцтва. До всього іншого, у цей час батько Сеїті потрапив в таке важке фінансове положення, що міг насилу оплачувати освіту сина.
У 1906 році, незважаючи на схильність Сеїті до випивки і пороки його батька, вони продали сімейну землю, щоб відкрити справу по виробництву саке. У 1909 році, Такедзіро влаштував весілля Сеїті з Сакіно Сато, дівчиною з сусіднього села. У своїх щоденниках Сантока признається, що видгляд тіла його матері витягнутого з води назавжди змінило його відношення до жінок. Їх брак був дуже тьмяним. Попри це, в 1910 році Сакіно народила сина, Кена.
У 1911 році Сеїті почав публікувати переклади Тургенева і де Мопассана в літературному журналі «Сейнен» («Молодість») під псевдонімом «Сантока», що означало «Вогонь на вершині гори». У тому ж році він вступив в місцеву групу поетів хайку. В цей час, його хайку дотримувалося в більшості своїй традиційно силабічної форми, хоча були деякі і гиперсилабічні, наприклад: «Кафе ні декадан о рондзю натцу но чоу тобери»
У кафе ми міркуємо про декаданс
Літній метелик пурхає
У 1913 році, Сантока вступив у літературний клуб Огивари Сейсенсуя. Огивара Сэйсенсуй (1884—1976) вважається основоположником руху вільного хайку, хоча його сучасники, поети Масаока Сікі і Кавахігасі Хекігото також заслуговують визнання. Поети початку двадцятого століття, що входили в рух вільного хайку, також відомого як хайку вільного стилю, складали свої твори без традиційної силлабічної структури складів (5-7-5) і також без необхідного сезонного слова (кіго). Сантока почав часто публікувати свою поезію в літературному хайку-журналі Сейсенсуя «Соун» («Шаруваті хмари»). До 1916 року він став редактором. Цей самий рік, проте, ознаменувався банкрутством справи по виробництву саке його батька Такедзіро, після двох років марної роботи. Сім'я втратила все що залишалося від їх стану. Такедзіро став брати у позику, а Сантока переїхав разом із сім'єю в місто Кумамото, що на півдні острова Кюсю, де він планував відкрити магазин з продажу уживаних книг, який незабаром був відкритий, але швидко перетворився на лавку з продажу картинних рам. Два роки опісля, обтяжений боргами, молодший брат Сантоки, Джиро, наклав на себе руки. Потім померла бабуся поета. У 1919 році, Сантока залишив свою сім'ю, щоб знайти роботу у Токіо. У 1920-му, по волі батьків дружини, Сантока розвівся з нею. Незабаром після цього вмирає його батько.
Сантока показав що займатися постійною роботою він може також як вчитися в університеті, і хоча він посідав посаду бібліотекаря в 1920 році, до 1922-го він став безробітним, унаслідок ще одного «нервового зриву». Він був достатньо довго в Токіо, щоб стати свідком Великого Землетрусу Канто, після якого він був, очевидно, узятий під варту як комуніст. Незабаром після цього він повернувся в Кумамото де допомагав Сакіно тримати лавку.
У 1924 році надзвичайно п'яний Сантока став на залізничну колію перед поїздом, що їде йому назустріч, що могло бути (або ні) спробою самогубства. Але Сантока залишився в живих, і його відвели в храм Хоон-дзі, де настоятель погодився поклопотатися про нього. Дзен вплинув на Сантоку: наступного року, коли йому були сорок два роки, він був присвячений в ченці.
Після першого року, проведеного в храмі Міторі Хоон-дзі, Сантока відправився у свою першу з багатьох подорож. Він мандрував три роки. Частину часу він витратив на те, щоб здійснити поломництво на остров Сікоку. Він міркував про свою матір. Він відвідав могилу покійного друга і прихильника Сэйсенсуя, Озакі Хосай (1885—1926). У 1929 році, він ненадовго повернувся в Кумамото, щоб відвідати Сакіно, і опублікувати деякі хайку в «Соуні». Він починає видавати свої твори, названі на честь своєї хатинки, «Самбаку». Але незабаром він знову відправляється у мандри.
Під час своїх подорожей Сантока носив чернечий одяг і широкий капелюх відомий як «кєса» щоб захищатися від сонця. У нього була лише одна миска, яку він використовував як для милостині, так і для їжі. Аби вижити, Сантока ходив від будинку до будинку просячи милостиню. Прохання милостині (такахацу) — це важлива частина життя японських ченців. Але, оскільки Сантока не був членом монастиря, коли він подорожував, був змушений просити милостиню лише на власні потреби, до нього часто ставилися зі зневагою, і кілька разів його допитувала поліція. За денну милостиню він міг отримати кімнату в готелі, їжу, і саке. З його щоденників видно, що у нього були дуже суперечливі відчуття стосовно свого способу життя:

28 березня, 1933. Навіть якщо це означає залишитись без їжі, я не хочу більш просити ненависного подаяння. Люди які ніколи не просили милостиню, насилу зрозуміють мої відчуття щодо цього.
26 листопада, 1934. Любити саке, пробувати на смак саке, насолоджуватися саке — це не так вже погано. Але заглушати себе в саке, буйствувати під дією саке — не годиться! Жити, таким чином, лише випивкою — надзвичайно безглуздо!

4 листопада, 1939. Почала йти злива і вітер сильно задув… Він здув мій капелюх, і мої окуляри відправилися в політ — який безлад! Але учень старших класів підносить мені їх — багато, багато подяк! Дощ ллє все більше, і вітер дме все сильніше з кожною миттю — нічого не залишається окрім як залишитися на нічліг в Окутомо — але жодний з готелів не поселить мене. Ну і хай буде так! — все що я говорю і, виглядаючи як тонучий щур, я продовжую свій шлях. Нарешті я не в змозі більш йти, і я ховаюся в придорожньому складі. Я викручую весь свій одяг, і залишаюся тут на дві години. Потоп! — іншого слова для цього не знайти — могутній вітер хльостає, потоки дощу біжать вільними потоками. Я відчув, немов мене збило з ніг небо — прекрасне відчуття, повинен відмітити. До вечора я зміг дістатися до Сісікуй, але знову ніхто мене не поселить. Нарешті, я дістався до Канноура, де я знайшов готель, в якому мені дадуть кімнату, до моєї утіхи.
У 1932-му, Сантока осів ненадовго в хатині, в префектурі Ямагучи. Він назвав її «Кітю-ан» («Обитель „Серед всього цього“»). Поки він жив там, він опублікував свою першу поетичну книгу «Хаті но ко» («Миска для подаяння»). Він жив на пожертви друзів і прихильників, і тим що він міг виростити у своєму саді, та на гроші, що йому присилав його син Кен. У 1934-му він знову відправився в пішу подорож, але незабаром серйозно захворів і був вимушений повернутися додому. Він зробив спробу покінчити життя самогубством, але вижив. У 1936-му, він знову відправився в мандри, з наміром пройти по шляху знаменитого поета хайку Басьо, як описано в «Вузькому Шляху в далеку північ». Он повернувся в «Кітю-ан» через вісім місяців.
У 1938 році Кітю-ан став непридатний для життя, а після ще однієї пішої подорожі, Сантока осів в невеликому храмі поблизу міста Матсуяма. 10 жовтня 1940 року Сантока помер уві сні. Він опублікував сім поетичних збірок, і безліч видань «Самбаку». Йому було 57.